# Middlefield (Massachusetts)
Middlefield és un poble dels Estats Units a l'estat de Massachusetts. Segons el cens del 2000 tenia 542 habitants.

## Demografia
Segons el cens del 2000, Middlefield tenia 542 habitants, 213 habitatges, i 161 famílies. La densitat de població era de 8,7 habitants/km².
Dels 213 habitatges en un 28,6% hi vivien nens de menys de 18 anys, en un 66,7% hi vivien parelles casades, en un 5,2% dones solteres, i en un 24,4% no eren unitats familiars. En el 17,4% dels habitatges hi vivien persones soles el 6,1% de les quals corresponia a persones de 65 anys o més que vivien soles. El nombre mitjà de persones vivint en cada habitatge era de 2,54 i el nombre mitjà de persones que vivien en cada família era de 2,86.
Per edats la població es repartia de la següent manera: un 23,1% tenia menys de 18 anys, un 5,9% entre 18 i 24, un 31,2% entre 25 i 44, un 30,3% de 45 a 60 i un 9,6% 65 anys o més.
L'edat mediana era de 40 anys. Per cada 100 dones de 18 o més anys hi havia 101,4 homes.
La renda mediana per habitatge era de 50.938 $ i la renda mediana per família de 53.889$. Els homes tenien una renda mediana de 35.208 $ mentre que les dones 30.375$. La renda per capita de la població era de 24.137$. Entorn del 7,3% de les famílies i el 8,6% de la població estaven per davall del llindar de pobresa.